# Ю-стрит (станция метро)
Ю-стрит (англ. U Street) — подземная пересадочная станция Вашингтонгского метро на Жёлтой и Зелёной линиях. Она представлена одной островной платформой. Станция обслуживается Washington Metropolitan Area Transit Authority. Расположена в районе Ю-стрит на пересечении Ю-стрит и 12-й улицы, Северо-Западный квадрант Вашингтона. Пассажиропоток — 2.859 млн. (на 2011 год).
Станция была открыта 11 мая 1991 года.
Изначально станция называлась Ю-стрит — Кардосо, в период 2001—2011 года — Ю-стрит — Мемориал афроамериканцам в Гражданской войне/Кардосо.
Открытие станции было совмещено с открытием ещё двух станций: Маунт-Вернон-сквер и Шоу — Ховард-юниверсити. Зелёной линией станция обслуживается постоянно. С 2006 года Жёлтая линия обслуживает станцию только в не часы пик и в выходные дни, а также такие станции: Шоу — Ховард-юниверсити, Коламбия-Хайтс, Джорджия-авеню — Пэтворс и Форт-Тоттен.